# Usina Hidrelétrica de Bumbuna II
A Usina Hidrelétrica Bumbuna II é uma usina hidrelétrica planejada de 143 megawatts em Serra Leoa. A usina está em desenvolvimento por um consórcio de IPPs e investidores de energia renovável, liderados pela Joule Africa Limited. A energia gerada será vendida para a Electricity Distribution and Supply Authority (EDSA), a concessionária de energia elétrica de Serra Leoa, sob um contrato de compra de energia de 25 anos.
A usina estaria localizada no rio Rokel, nos arredores da cidade de Bumbuna, no distrito de Toncolili, na Província do Norte, em Serra Leoa. Esta localização é de aproximadamente 7,3 quilômetros da cidade, por estrada, adjacente à Barragem de Bumbuna. A cidade de Bumbuna está localizada a aproximadamente 48 quilômetros por estrada a nordeste da cidade de Magburaka, a capital do distrito, e a cerca de 232 quilômetros a nordeste de Freetown, capital do país. Bumbuna II será uma extensão de Bumbuna I.

## Visão geral
A Usina Hidrelétrica Bumbuna I é uma instalação de 50 megawatts cuja propriedade é do governo de Serra Leoa. A usina, que custou US$ 327 milhões para ser construída, foi comissionada em 2009. No entanto, sua produção não é suficiente para atender às necessidades de eletricidade do país.
O novo plano é construir uma nova usina (Bumbuna II), com capacidade de 143 megawatts, adjacente à primeira, com capacidade de 50 megawatts (Bumbuna I). Isso envolve a expansão da barragem de Bumbuna I e a construção de uma nova barragem em Yiben, cuja distância aproximada é de 35 quilômetros de Bumbuna I.
Em Bumbuna, um novo canal de captação será construído a aproximadamente 400 metros a montante da barragem existente. Duas turbinas do tipo Francis, cada uma com 42,15 megawatts e uma turbina de 3,7 megawatts, serão instaladas para um total de 88 megawatts em nova capacidade.
Em Yiben, a barragem terá 83 metros de altura e 730 metros de largura. Será uma barragem de gravidade de concreto compactado com rolo RCC, criando um lago com uma área de superfície de 115 quilômetros quadrados. A casa de força em Yiben terá duas turbinas Francis cada uma, com 27,7 megawatts instaladas para um total de 55,4 megawatts em nova capacidade.